# Hatice Akyün
Hatice Akyün (ur. 15 czerwca 1969 w Akpınar, Turcja) jest niemiecką wolną dziennikarką i pisarką tureckiego pochodzenia.

## Życiorys
Hatice Akyün urodziła się w anatolijskiej wiosce Akpınar Köyü około 150 kilometrów na południowy wschód od Ankary. W 1972 przeprowadziła się z rodzicami i starszą siostrą do Duisburga, gdzie jej ojciec, rolnik, zaczął pracować jako górnik. Niemieckiego nauczyła się z Baśni Braci Grimm. Hatice Akyün określa swoją tożsamość następująco: „Mam niemieckie serce i turecką duszę”.
Uzyskała wykształcenie pracownika wymiaru sprawiedliwości w Sądzie Rejonowym w Duisburgu, następnie zdała maturę. Po roku pracy jako opiekunka do dzieci w Nowym Jorku, zaczęła studia w dziedzinie zarządzania na Uniwersytecie Heinricha Heinego w Düsseldorfie. Pracowała jednocześnie jako niezależna dziennikarka w redakcji lokalnej Westdeutsche Allgemeine Zeitung. Później udzielała się w wolontariacie, a w 2000 roku przeprowadziła do Berlina, gdzie zatrudniono ją jako reporterkę, zajmującą się problematyką społeczeństwa w czasopiśmie „Max”.
Udało jej się jako pierwszej przeprowadzić wywiad z Shawne Fielding, ówczesną żoną szwajcarskiego ambasadora Thomasa Borera w Berlinie. Umieszczona w nim sesja zdjęciowa przedstawiała Shawne Fielding na koniu. Wywiad i zdjęcia w nim zawarte wywołały skandal w Szwajcarii.
W 2007 Akyün urodziła córkę. Po krótkim pobycie w Hamburgu żyje ponownie od 2009 w Berlinie. W ostatnich latach, przede wszystkim od czasu rozpoczętej przez Thilo Sarrazina debaty, opowiedziała się stanowczo w sprawie integracji. W końcu przyznała się nawet do myślenia o wyprowadzce do Turcji: „Nie chciałabym, żeby moja córka kiedykolwiek po powrocie ze szkoły powiedziała: Mamo, oni mówią, że jestem głupia, bo jestem Turczynką. Nie chcę, żeby kiedykolwiek doświadczyła uczucia odrzucenia w tym kraju z powodu swojego pochodzenia”.
W 2009 roku została wyróżniona Duisburger Preis für Toleranz und Zivilcourage. Jury, w którego skład weszli przedstawiciele różnych sfer życia publicznego, doceniło zaangażowanie autorki na rzecz tolerancji i znaczenia języka w procesie integracji.
12.05.2009 roku jej blog został nominowany wraz z 25 innymi blogami przez Grimme-Institut do Grimme-Online-Award 2009 na stronie www.westropolis.de w kategorii „Neulich in der Parallelwelt”.
Można było ją zobaczyć w niemieckiej telewizji VOX regularnie przez okres trzech tygodni podczas transmisji „Frauenzimmer” (2009).
Od 2010 roku jest członkiem jury nagrody Franza Hessela. To niemiecko-francuska nagroda literacka, przyznawana co roku.
Hatice Akyün była w 2011 w jury wyłaniającym zwycięzców wśród młodego pokolenia „First Steps” w kategorii „Dokumentacja”. Impreza jest organizowana corocznie przez Deutsche Filmgesellschaft. Podczas ogłoszenia werdyktu 23 lipca 2011 wygłosiła mowę dla zwycięzcy.
Objęła także patronat nad niemiecko-turecką orkiestrą festiwalową „Young Euro Classics” w 2011 roku.
Hatice Akyün otrzymała 9.12.2011 wspólnie z socjolożką Naiką Foroutan „Berliner Integrationspreis” (Berlińska Nagroda na Rzecz Integracji). W werdykcie jury podała powody przyznania nagrody: „jej wybitny wkład w aktualną debatę o imigracji i integracji i jej zaangażowanie w tworzenie demokracji.” A także: „Zasługi na rzecz urzeczywistnienia debaty o imigracji i przeciwdziałanie stygmatyzacji grup imigranckich.” Integrationspreis jest co roku przyznawana przez Landesbeirat für Integrations- und Migrationsfragen w Berlinie.
Jesienią 2013 roku otrzymała kolejną nagrodę: Sonderpreis für Toleranz und Integration der Initiative Hauptstadt Berlin i w 2017 roku Helmut-Sontag-Preis.

## Teksty
Od 2003 roku Hatice Akyün pracuje jako niezależna autorka i pisze między innymi dla Spiegla, Emmy i berlińskiego dziennika Der Tagesspiegel.
Opublikowała dla Spiegla główny artykuł Allahs rechtlose Töchter o muzułmankach w Niemczech i reportaże: Eine Stadt wie ein Versprechen o młodej tureckiej studentce w Stambule, jak i Der Denkzettel o podpaleniu w Solingen, zbrodni o podłożu skrajnie prawicowym.
W roku 2005 opublikowała powieść biograficzną Einmal Hans mit scharfer Soße, która doczekała się ekranizacji w 2013 roku, jak i audiobooka pod tym samym tytułem. W 2008 roku ukazała się druga część z serii, pt. Ali zum Dessert, tematyzująca jej niemiecko-tureckie życie w roli matki. W 2013 kontynuowała swoją autobiograficzną serię książek, pisząc trzecią pozycję pt. Ich küss dich, Kismet. Problematyka utworu oscyluje wokół podjęcia próby wyemigrowania do Turcji, po tym jak doświadczyła ksenofobii podczas debaty o integracji. Była to przyczyna do zrodzenia się wątpliwości o przyszłość jej i jej córki w Niemczech.
Od marca 2011 do grudnia 2014 miała w Tagesspiegel cotygodniową kolumnę. Nosiła tytuł Meine Heimat (o Turcji) i ukazywała się zawsze w piątki. Opisywała życie codzienne w Berlinie z perspektywy imigrantki. Ta kolumna obejmowała ogólnie temat imigracji w szerszym zakresie. Z właściwą sobie ironią i humorem opisywała życie w niemieckiej i tureckiej kulturze. W jej historiach te dwa kręgi kulturowe niewiele się od siebie różnią. Np. pisała o życiu matek, których problemy według niej są takie same, nawet jeśli pochodzą one z różnych zakątków świata. A integracja powinna być czymś, co nie udaje się tylko na papierze, lecz także na placu zabaw. Często poruszała temat życia, miłości, popełniania gaf, wielkości i małoduszności, nadziei i rozczarowania i tego, aby pozostać wiernym sobie. Całość oscylowała wokół mądrości życiowych jej tureckiego ojca, które odpowiednio dla opisanej sytuacji umieszczała zawsze na końcu kolumny.

## Światopogląd
W tzw. Integrationsdebatte, w szczególności dotyczącej integracji w Niemczech, brali udział Thilo Sarrazin, Heinz Buschkowsky, Ralph Giordano albo Necla Kelek. Hatice Akyün coraz częściej publicznie podkreślała odpowiedzialność za istniejący w Niemczech rasizm i prawicowy ekstremizm, pod postacią np. grupy terrorystycznej NSU: „Ta skrajna prawica, która postuluje przemoc, czuje się jak przedstawiciel większości”.

## Adaptacje filmowe
- Mąż potrzebny od zaraz, 2014, reżyseria: Buket Alakuş[9]